# João II da Baviera
João II da Baviera (em alemão:  Johann II. von Bayern), (1341-1397), foi um membro da dinastia dos Wittelsbach e, desde 1375, Duque da Baviera Munique.
Era o terceiro filho de Estêvão II e de Isabel da Sicília. Os seu avós maternos eram Frederico II da Sicília e Leonor de Anjou.

## Duque da Baviera
Após a morte de seu pai, em 1375, João II governou o ducado da Baviera-Landshut conjuntamente com os seus irmãos Estêvão III e Frederico.
Em 1385 João II e a sua mulher herdaram um terço do Condado de Gorizia com Lienz mas, em 1392, decidiu vender a sua parte aos Habsburgos.
Em 1392 João II deu origem a uma nova partição da Baviera uma vez que recusou financiar as aventura italianas de seus irmãos, ambos casados com filhas de Barnabé Visconti, nem participando nos elevados custos da corte do irmão Estêvão. Assim, o ducado da Baviera-Landshut, que foi entregue a Frederico, ficou então reduzido com a criação da Baviera-Ingolstadt (para Estêvão III) e da Baviera-Munique (para João II).
João II governou o seu ducado sozinho durante 3 anos (1392-1395). Mas Estêvão III achou-se desfavorecido com a partilha e, em 1395, partilhou o poder de novo com o Estêvão III após um conflito armado entre os dois irmãos.
João II foi sucedido pelos filhos Ernesto e Guilherme III que finalmente conseguiram impor o seu governo na Baviera-Munque contra Estêvão III.
João II está sepultado na Frauenkirche de Munique.

## Casamento e descendência
João II casou em 1372 com Catarina de Gorizia, filha do conde Meinardo VI de Gorizia e de Catarina de Pfannberg. Deste casamento nasceram:
1. Ernesto (Ernst) (1373-438), Duque da Baviera-Munique;
2. Guilherme III (Wilhelm III.) (1375-435);
3. Sofia da Baviera (Sophie) (1376-1425), que casou com o rei Venceslau IV da Boêmia.

Teve também um filho ilegítimo, Johannes Grünwalder (1393-1452), que foi Cardeal e Bispo de Frisinga.